# Anil Kumar Singh
Anil Kumar Singh (ur. 4 marca 1985) – hinduski lekkoatleta specjalizujący się w rzucie oszczepem.
Złoty medalista mistrzostw kraju oraz pierwszy oszczepnik z Indii, który rzucił oszczepem ponad 80 metrów.
Rekord życiowy: 80,72 (18 września 2008, Bhopal) – rezultat ten był do 2015 roku rekordem Indii.